# 링 바인더

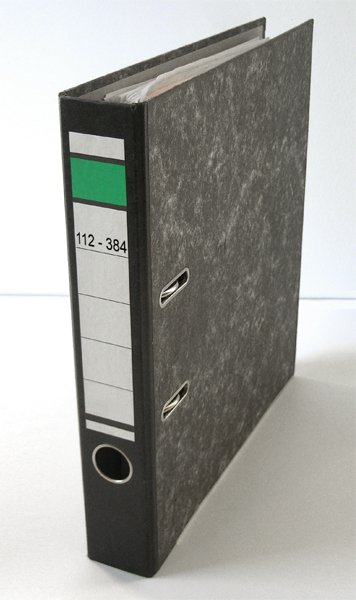
링 바인더

링 바인더(Ring binder)는 쇠고리에 서류를 끼우게 되어 있는 서류철이다. 링들은 보통 용수철로 적재되지만 아치 지렛대식 등 다른 구조로 적재되기도 한다. 바인더 자체는 일반적으로 플라스틱으로 만들어지며 여기에 금속 링이 껴있는 형태로 되어있다. 초기의 디자인은 1980년대 초부터 1990년대 초까지 특허 보호를 받았다.

## 역사
독일의 Friedrich Soennecken은 1886년 독일 본에서 링 바인더를 발명하였다. 또, 그는 폴더를 위한 종이 구멍 제조기(Papierlocher für Sammelmappen)라는 이름으로 1886년 11월 14일 특허를 등록하였다.

## 같이 보기
- 홀 펀치
- 공책